# Westminster Abbey Choir School
La Westminster Abbey Choir School è un collegio preparatorio per ragazzi a Westminster, Londra e l'unica scuola corale rimasta nel Regno Unito che educa esclusivamente i coristi (cioè solo i coristi frequentano la scuola). Si trova a Dean's Yard, vicino all'Abbazia di Westminster. Educa circa 30 ragazzi, di età compresa tra 8 e 13 anni, che cantano nel Coro dell'Abbazia di Westminster, e partecipano a occasioni statali e nazionali, oltre a cantare canti serali ogni giorno (tranne il mercoledì) e si esibiscono in concerti in tutto il mondo. I tour recenti comprendono l'America, l'Ungheria e Mosca. Tra le altre tournée ci sono state l'Australia, l'America e Hong Kong. La scuola è una delle sole tre scuole corali che educano solo i cantanti maschili del coro, le altre sono la Saint Thomas Choir School a New York e l'Escolania de Montserrat in Spagna. Il preside è Peter Roberts, ex coordinatore della valutazione della St George's School, Castello di Windsor. L'organista e maestro dei coristi è James O'Donnell, ex maestro di musica presso la Cattedrale di Westminster.

## Storia
Si ritiene che la scuola sia stata fondata intorno al 1560, poiché i ragazzi del coro dell'Abbazia di Westminster sono stati educati lì sin dall'epoca elisabettiana. L'attuale scuola è stata costruita nel 1915 (il 2015 è l'anno del suo centenario) e ha subito lavori di ristrutturazione negli anni '90.
Le due sedi della Choir School prendono il nome dai musicisti John Blow e Henry Purcell, entrambi organisti dell'Abbazia di Westminster, entrambi sepolti nell'abbazia.

## Governatori
Il rettore e presidente dei governatori della scuola è David Hoyle, il decano di Westminster.

## Ispezioni
La scuola è stata ispezionata dall'Ispettorato delle scuole indipendenti nell'ottobre 2015.

## Programma
Come scuola per coristi, i ragazzi sono selezionati in base all'abilità musicale. Il Decano e il Capitolo dei canonici sostengono il costo della loro formazione vocale e almeno l'ottanta per cento del costo della loro istruzione. Il programma scolastico regolare non viene trascurato e agli alunni vengono insegnate le materie del Programma nazionale richieste, nonché latino, francese e greco.

## Il coro
Il coro effettua frequenti trasmissioni e registrazioni. La registrazione più recente del coro è un CD di Songs of Farewell di Hubert Parry, che è su Hyperion Records.

### Tournée
Il coro ha viaggiato in tutto il mondo per eseguire tournée, di recente in Australia, Stati Uniti, Cina, Mosca, Roma e Ungheria. Generalmente questi tour si svolgono una volta ogni due anni. Il coro doveva andare in Spagna nel 2009, ma a causa della recessione non ha potuto procedere. Il coro ha intrapreso un tour corale negli Stati Uniti nell'ottobre 2014, cantando nelle sale da concerto e nelle chiese di tutto il paese.

## Personale di spicco
Negli anni '50 il celebre cantante John Whitworth insegnò matematica nella scuola.